# Сарикей (область)
Сарикей (малайск. Sarikei) — одна из областей в составе малайзийского штата Саравак на острове Калимантан.

## География
Область расположена в западной части штата, и занимает 4 332,4 км².

## Население
В 2010 году в области Сарикей проживало 116 290 человек. Большинство жителей области Сарикей — меланау, ибаны, китайцы и малайцы.

## Административное деление
Область Сарикей делится на четыре округа:
- Сарикей
- Мерадонг
- Джулау
- Пакан

## Экономика
Основой экономики области являются лесозаготовки и сельское хозяйство.